# Arenas Club de Getxo
Arenas Club de Getxo is een Spaanse voetbalclub uit Getxo, Baskenland (Getxo is de Baskische benaming, de Spaanse schrijfwijze is Guecho).
De club werd in 1909 opgericht als Arenas FC en werd Arenas Club in 1914. De club was een pionier in het Spaanse voetbal en won in 1919 al de Copa del Rey. In 1928 was het een van de stichtende leden van de huidige Spaanse competitie, de Primera División. Na zeven seizoenen degradeerde Arenas Club naar de Segunda División A en slaagde er nooit in terug te promoveren. Het ging snel bergaf met de club die zes seizoenen in tweede divisie doorbracht en één in de Segunda División B (derde klasse). Al meer dan vijftig seizoenen speelt de Arenas Club in de vierde klasse, de Tercera División. In 2015 promoveerde de club naar de Segunda División B.  Tijdens het overgangsjaar 2020-2021 van de Segunda División B zou de ploeg een plaatsje kunnen afdwingen in de nieuw opgerichte Segunda División RFEF.  Dit hield wel in dat de ploeg een niveau zakte, van het derde naar het vierde.  Tijdens het seizoen 2021-2022 werd de ploeg vijfde in de eindrangschikking en kon zich zo plaatsen voor de eindronde.  Daar werd eerst RCD Espanyol B met 4-2 uitgeschakeld, waarna de ploeg in de finale met 1-2 verloor van CF La Nucía.

## Erelijst
- Beker van Spanje
  - Winnaar: 1919
  - Finalist: 1917, 1925, 1927